# Dolly Wells
Dorothy Perpetua «Dolly» Wells (nacida Gatacre; Merton, Inglaterra, 5 de diciembre de 1971) es una actriz y escritora británica.

## Primeros años y educación
Wells nació en Merton, Inglaterra, el 5 de diciembre de 1971, siendo la última de seis hijos del matrimonio conformado por el actor John Wells y Teresa Chancellor. Su abuelo materno fue Christopher Chancellor, director general de Reuters entre 1944 y 1959. Es prima hermana de la actriz Anna Chancellor.
Fue educada en la escuela de un convento católico, después de reprobar el examen de ingreso a St Paul's School de Londres. Mientras intentaba formar una carrera como actriz, trabajó como periodista en el Evening Standard y como crítica de libros.

## Vida personal
Wells se casó con el fotógrafo Mischa Richter en 2000. El matrimonio tiene dos hijos: Elsie, nacida en 2002, y Ezra, nacido en 2005. Ambos aparecieron con su madre en Doll & Em.
Wells es católica. En una oportunidad declaró que de niña pensó en ser monja.

## Filmografía

### Cine
| Año  | Título                           | Director                            | Papel               | Nota         |
| ---- | -------------------------------- | ----------------------------------- | ------------------- | ------------ |
| 1998 | The Sea Change                   | Michael Bray                        | Jane                |              |
| 2001 | Bridget Jones's Diary            | Sharon Maguire                      | Woney               |              |
| 2001 | Far on Foot                      | Stephanie R. M. Smith               | Sophie Cartwright   | Cortometraje |
| 2002 | Morvern Callar                   | Lynne Ramsay                        | Susan               |              |
| 2003 | Nobody Needs to Know             | Azazel Jacobs                       | Dolly               |              |
| 2003 | I Capture the Castle             | Tim Fywell                          | Vendedora           |              |
| 2006 | The Show                         | Simon Blake                         | Reportera           | Cortometraje |
| 2008 | Franklyn                         | Gerald McMorrow                     | Enfermera           |              |
| 2009 | Mr. Right                        | Ver listaDavid Morris Jacqui Morris | Fizz                |              |
| 2012 | Tumult                           | Johnny Barrington                   | Guía de tour        | Cortometraje |
| 2014 | Benny & Jolene                   | Jamie Adams                         | Rosamund            |              |
| 2015 | 45 Years                         | Andrew Haigh                        | Sally               |              |
| 2015 | Black Mountain Poets             | Jamie Adams                         | Claire              |              |
| 2016 | Bridget Jones's Baby             | Sharon Maguire                      | Woney               |              |
| 2016 | Pride and Prejudice and Zombies  | Burr Steers                         | Sra. Featherstone   |              |
| 2017 | Daytime Noon                     | Micah Perta                         | Lenore              | Cortometraje |
| 2017 | Home Again                       | Hallie Meyers-Shyer                 | Tracy               |              |
| 2017 | I Do...Until I Don't             | Lake Bell                           | Vivian Prudeck      |              |
| 2017 | Izzy Gets the Fuck Across Town   | Christian Papierniak                | Mujer en el campo   |              |
| 2018 | Boundaries                       | Shana Feste                         | Sofia               |              |
| 2018 | Can You Ever Forgive Me?         | Marielle Heller                     | Anna                |              |
| 2018 | Furlough                         | Laurie Collyer                      | Líder de Grupo SA   |              |
| 2019 | The Return of the Yuletide Kid   | Anthony Richards                    | Agente              |              |
| 2020 | The Stand In                     | Jamie Babbit                        | Second AD Daisy     |              |
| 2021 | Love Spreads                     | Jamie Adams                         | Julie               |              |
| 2022 | Susie Searches                   | Sophie Kargman                      | Profesora Gallagher |              |
| 2023 | Three Birthdays                  | Jane Weinstock                      | Marian              |              |
| 2024 | Down, Down, Down                 | Lily Rose Thomas                    | Sarah               | Cortometraje |
| 2024 | Babygirl                         | Halina Reijn                        | Terapeuta           |              |
| 2025 | Bridget Jones: Mad About the Boy | Michael Morris                      | Woney               |              |

### Televisión
| Año       | Título                                                       | Papel | Nota                   |
| --------- | ------------------------------------------------------------ | --- | ---------------------- |
| 1997      | The Bill                                                     | Janet James | Serie; 1 episodio      |
| 1997      | Casualty                                                     | Chloe | Serie; 1 episodio      |
| 1998      | Midsomer Murders                                             | Ava Rokeby | Serie; 1 episodio      |
| 1998      | Dinnerladies                                                 | Hannah | Serie; 1 episodio      |
| 1999      | Goodnight Sweetheart                                         | Celia Johnson | Serie; 1 episodio      |
| 1999      | In the Name of Love                                          | Helen Walters | Serie; 1 episodio      |
| 2000      | Murder Rooms: Mysteries of the Real Sherlock Holmes          | Elspeth Scott | Miniserie; 1 episodio  |
| 2002      | Bertie and Elizabeth                                         | Princesa María | Película de TV         |
| 2002      | The Gathering Storm                                          | Sarah Churchill | Película de TV         |
| 2003      | Dr Bell and Mr Doyle: The Dark Beginnings of Sherlock Holmes | Elspeth | Película de TV         |
| 2003      | Peep Show                                                    | Paula | Serie; 1 episodio      |
| 2004      | The Final Quest                                              | Anthea | Película de TV         |
| 2004      | Murphy's Law                                                 | Susan Green | Serie; 1 episodio      |
| 2004      | Sex Traffic                                                  | Sarah | Miniserie; 2 episodio  |
| 2006      | Doctors                                                      | Claire Morris | Serie; 1 episodio      |
| 2006-2008 | Star Stories                                                 | Ver listaChristy Turlington Maestra Heather Mills Lady Di Cameron Diaz Madonna Kim Cattrall Nicole Kidman Lisa Kudrow Gwyneth Paltrow Trudi Styler Maestra de ballet | Serie; 12 episodios    |
| 2007      | The Mighty Boosh                                             | Methuselah | Serie; 1 episodio      |
| 2007      | The IT Crowd                                                 | Miranda | Serie; 1 episodio      |
| 2008      | Peep Show                                                    | Paula | Serie; 1 episodio      |
| 2009      | Free Agents                                                  | Sarah Stephens | Serie; 3 episodios     |
| 2009      | Comedy Showcase                                              | Lydia Tennant | Serie; 1 episodio      |
| 2009-2011 | Campus                                                       | Lydia Tennant | Serie; 7 episodios     |
| 2010      | Trinny & Susannah: From Boom to Bust                         | Invitada a la cena | Película de TV         |
| 2010      | The IT Crowd                                                 | Paula | Serie; 1 episodio      |
| 2011-2012 | Spy                                                          | Judith | Serie; 16 episodios    |
| 2012      | Casualty                                                     | Josie Betts | Serie; 1 episodio      |
| 2012      | Pramface                                                     | Instructora prenatal | Serie; 1 episodio      |
| 2012      | Starlings                                                    | Annika | Serie; 1 episodio      |
| 2012      | Alan Partridge: Welcome to the Places of My Life             | Annabel Swanson | Especial de TV         |
| 2012-2014 | Noel Fielding's Luxury Comedy                                | Dolly | Serie; 12 episodios    |
| 2012-2014 | Some Girls                                                   | Anna Hitchcock | Serie; 18 episodios    |
| 2013-2015 | Doll & Em                                                    | Dolly | Serie; 12 episodios    |
| 2015-2016 | Blunt Talk                                                   | Celia Havemeyer | Serie; 20 episodios    |
| 2016      | Younger                                                      | Stephanie | Serie; 1 episodio      |
| 2017      | Bad Mother                                                   | Mejor amiga | Serie; 2 episodios     |
| 2018      | Portlandia                                                   | Dolly | Serie; 1 episodio      |
| 2018      | Room 104                                                     | Catherine | Serie; 1 episodio      |
| 2020      | Soulmates                                                    | Jennifer | Serie; 1 episodio      |
| 2020      | Dracula                                                      | Ver listaSor Agatha Van Helsing Dra. Zoe Van Helsing | Miniserie; 3 episodios |
| 2021      | Around the World in 80 Days                                  | Estella | Serie; 1 episodio      |
| 2021      | The Pursuit of Love                                          | Tía Sadie | Miniserie; 3 episodios |
| 2021-2022 | The Outlaws                                                  | Margaret | Serie; 11 episodios    |
| 2022      | Inside Man                                                   | Janice Fife | Serie; 4 episodios     |
| 2023      | And Just Like That...                                        | Joy | Serie; 2 episodios     |
| 2024      | Here We Go                                                   | Penny | Serie; 1 episodio      |
| 2024      | The Completely Made-Up Adventures of Dick Turpin             | Eliza Bean | Serie; 5 episodios     |
| 2024      | Hacks                                                        | Laurie | Serie; 1 episodio      |

### Podcast
| Año  | Título      | Plataforma | Nota        |
| ---- | ----------- | ---------- | ----------- |
| 2020 | Dirty Diana | Spotify    | 4 episodios |